# Haunting the Chapel
Haunting the Chapel är en EP från 1984 av den amerikanska metalgruppen Slayer. EP:n utgavs på vinyl, kassettband och CD.

## Låtförteckning
| Nr | Titel               | Kompositör                | Längd |
| -- | ------------------- | ------------------------- | ----- |
| 1. | Chemical Warfare    | Jeff Hanneman, Kerry King | 6:02  |
| 2. | Captor of Sin       | Hanneman, King            | 3:29  |
| 3. | Haunting the Chapel | Hanneman, King            | 3:56  |

## Medverkande
- Tom Araya – basgitarr, sång
- Kerry King – gitarr
- Jeff Hanneman – gitarr
- Dave Lombardo – trummor